# Yinjiaxi (köpinghuvudort i Kina, Hunan Sheng, lat 29,14, long 110,41)
Yinjiaxi (kinesiska: 尹家溪, 尹家溪镇) är en köpinghuvudort i Kina. Den ligger i provinsen Hunan, i den södra delen av landet, omkring 270 kilometer nordväst om provinshuvudstaden Changsha. Antalet invånare är 22 926. Befolkningen består av 10 941 kvinnor och 11 985 män. Barn under 15 år utgör 19,0 %, vuxna 15-64 år 69 %, och äldre över 65 år 11,0 %.
Runt Yinjiaxi är det ganska tätbefolkat, med 199 invånare per kvadratkilometer. Närmaste större samhälle är Zhangjiajie, 6,8 km öster om Yinjiaxi. I omgivningarna runt Yinjiaxi växer i huvudsak blandskog.
Genomsnittlig årsnederbörd är 1 738 millimeter. Den regnigaste månaden är september, med i genomsnitt 307 mm nederbörd, och den torraste är december, med 21 mm nederbörd.